# Llista de peixos de Nebraska

Localització de Nebraska als Estats Units

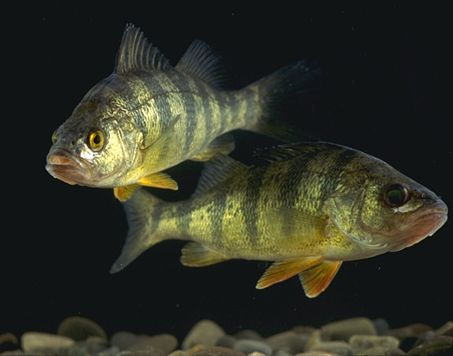
Perca flavescens

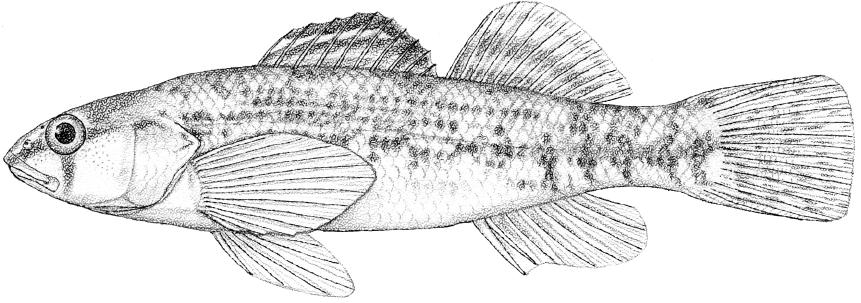
Etheostoma spectabile

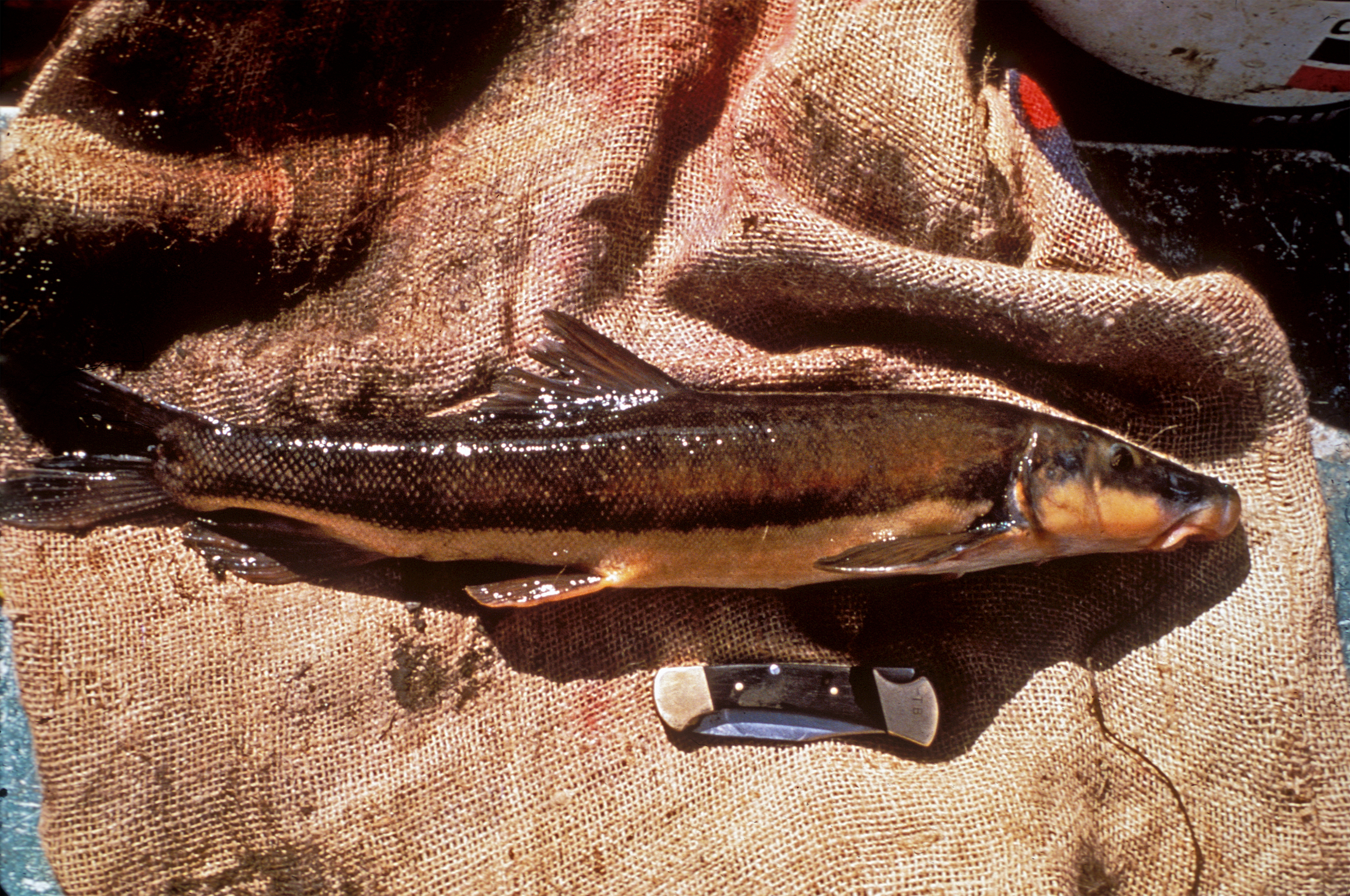
Catostomus catostomus

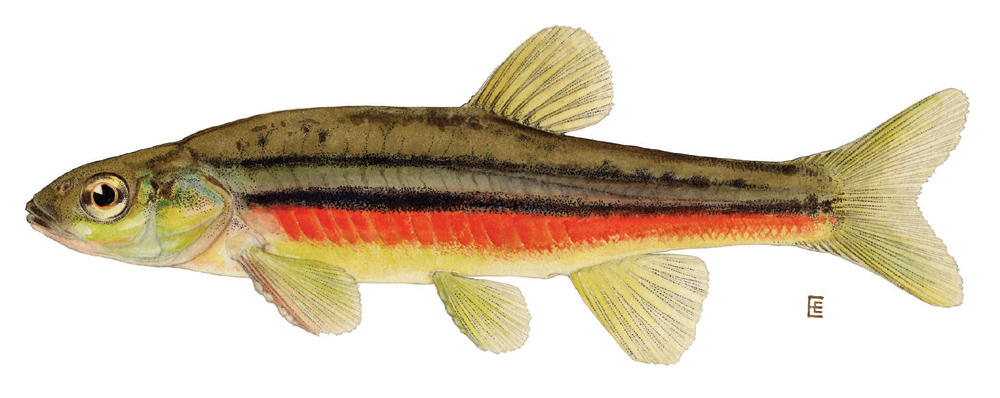
Chrosomus eos

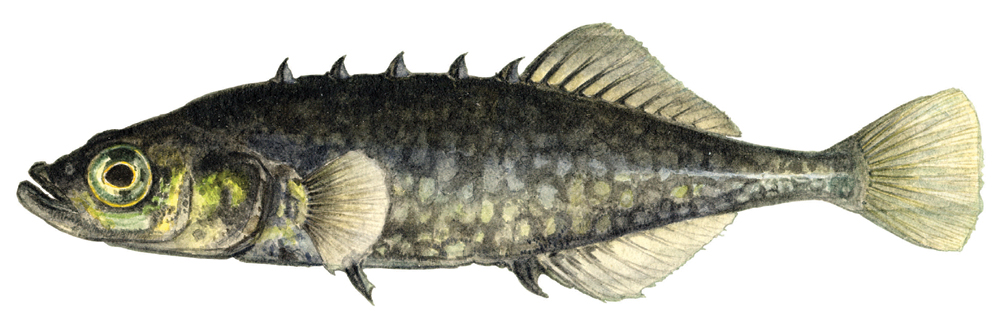
Culaea inconstans

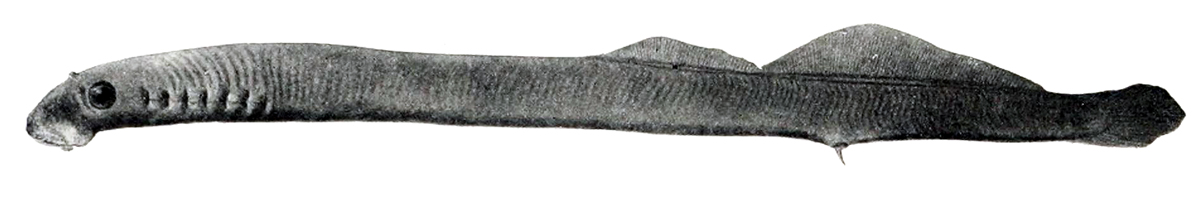
Ichthyomyzon unicuspis (il·lustració del 1908)

Aquesta llista de peixos de Nebraska inclou 14 espècies de peixos que es poden trobar actualment a Nebraska (Estats Units) ordenades per l'ordre alfabètic de llurs noms científics.

## C
- Catostomus catostomus
- Chrosomus eos
- Cyprinus carpio[1]
- Culaea inconstans

## E
- Esox americanus vermiculatus
- Esox lucius
- Etheostoma spectabile

## F
- Fundulus diaphanus

## I
- Ichthyomyzon unicuspis

## M
- Macrhybopsis aestivalis
- Macrhybopsis storeriana
- Margariscus margarita[2]

## P
- Perca flavescens[3]

## S
- Semotilus margarita[4]